# Білий ящер
Білий ящер (болг. Белият гущер) — науково-фантастична повість болгарського письменника Павла Вежинова. Повість уперше опублікована у збірці творів письменника, до якої також увійшла повість «Бар'єр», що вийшла друком у 1977 році. У повісті письменник шукає відповіді на питання, чи абсолютна логічність та виняткові розумові здібності без відповідних моральних установок дозволяють і далі залишатися людиною.

## Сюжет повісті
Головний герой повісті Анастас Алексієв, який отримав прізвисько «Нессі», народився після проведених наукових експериментів свого батька, який поставив собі за мету створити людину з дуже високими інтелектуальними здібностями. Хлопець ріс дійсно дуже розумним, також дуже швидко розвивався фізично, мав розвинуту логіку, проте зовсім не мав емоцій, та не міг зрозуміти поступки звичайних людей, які часто керуються емоціями. Нессі швидко закінчив школу, та вступив до університету. Проте таке холодне нерозуміння людської природи спричинило те, що від Нессі розпочали відвертатися близькі люди. Мати хлопця спочатку розпочала дуже прохолодно до нього ставитись, а після образи, яку хлопець завдав їй саме з нерозуміння людських стосунків, покінчила життя самогубством. Батько хлопця також відсторонився від нього. Пізніше Нессі задля спроб розуміння людської природи зацікавився сексом, та мав статеві стосунки з дуже великою кількістю осіб протилежної статі, аж до часу, поки він не познайомився з дівчиною на ім'я Фанні. неї в Нессі виникло почуття, схоже не сильну прив'язаність. Але за деякий час, коли вже Нессі працював у науково-дослідному інституті, під час поїздки по країні у супроводі відомого закордонного вченого, Нессі з лише тільки йому зрозумілих причин убиває свого товариша по роботі, зіштовхнувши його з даху багатоповерхового будинку. Слідство не зуміло довести причетність Нессі до смерті. Проте надалі хлопець втрачає порозуміння з Фанні, та після цього признається у вчиненні вбивства. Під час слідчого експерименту Нессі скоює самогубство, стрибнувши з даху багатоповерхового будинку.

## Переклади
Повість «Білий ящер» перекладена російською мовою, та з 1982 року виходила друком у кількох збірках творв письменника, виданих у СРСР.